# جایزه ویدئو موسیقی ام‌تی‌وی برای ویدئو سال

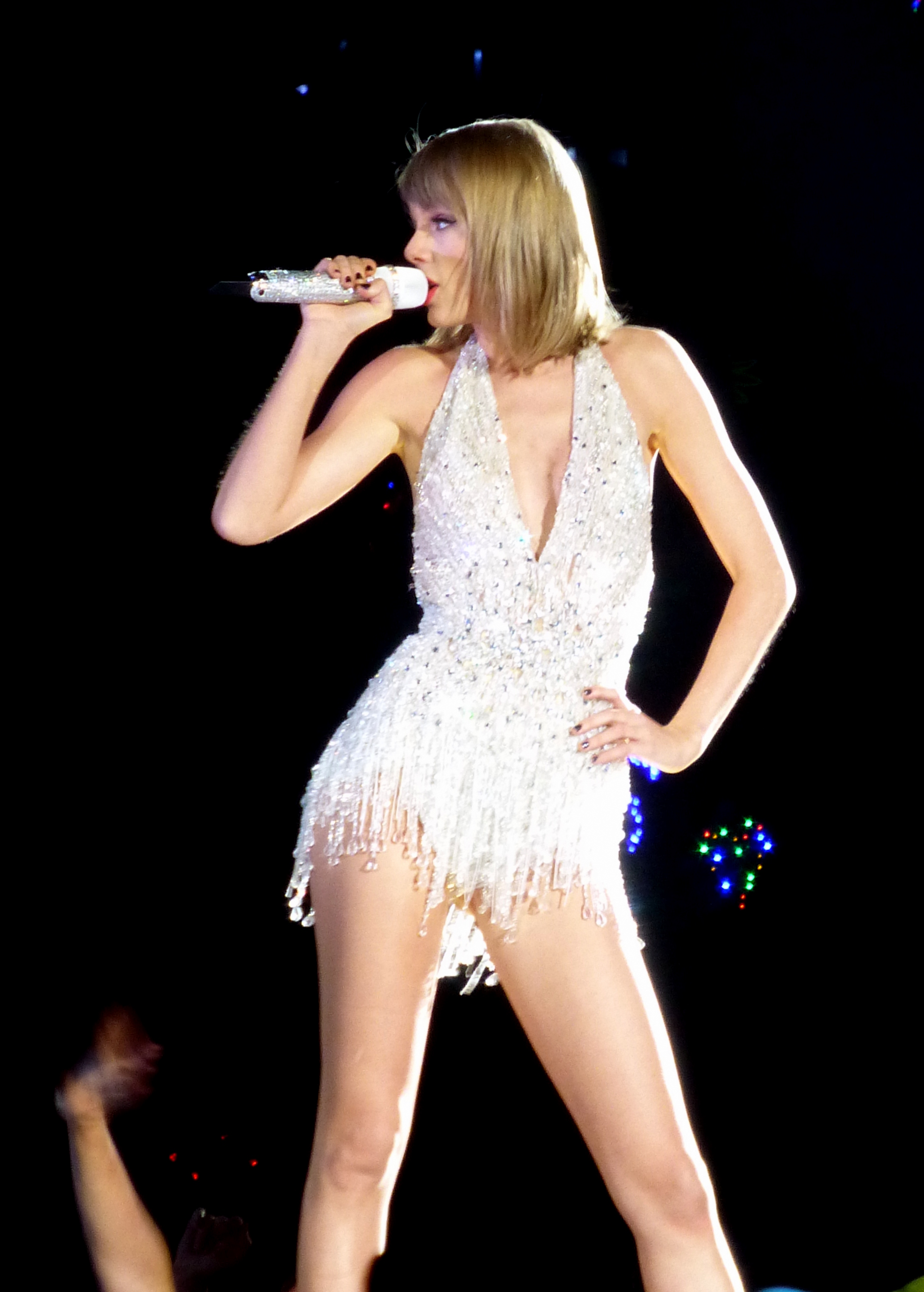
تیلور

جایزه ام‌تی‌وی برای نماهنگ سال (به انگلیسی: MTV Video Music Award for Video of the Year) یک جایزه اصلی در جوایز موزیک ویدئوی ام‌تی‌وی است که اولین بار در سال ۱۹۸۴ معرفی شد.

## فهرست
| سال  | برنده                                                                      | نامزدها                                                              |
| ---- | -------------------------------------------------------------------------- | -------------------------------------------------------------------- |
| ۱۹۸۴ | د کارز — "تو ممکن بود فکر کنی"                                             | - پلیس — "هر نفسی که تو می‌کشی"                                       |
| ۱۹۸۵ | دان هنلی — "پسران تابستان"                                                 | - آمریکا برای آفریقا — "ما دنیاییم"                                  |
| ۱۹۸۶ | دایر استریتس — "پول برای هیچی"                                             | - تاکینگ هدز — "جاده به هیچ‌جا"                                       |
| ۱۹۸۷ | پیتر گابریل — "اسلج‌همر (ترانه)"                                            | - استیو وین‌وود — "عشق بالاتر"                                        |
| ۱۹۸۸ | INXS — "Need You Tonight/Mediate"                                          | - یوتو — "Where the Streets Have No Name"                            |
| ۱۹۸۹ | نیل یانگ — "This Note's for You"                                           | - Steve Winwood — "Roll with It"                                     |
| ۱۹۹۰ | شینید اوکانر — "هیچ چیز با تو قابل مقایسه نیست"                            | - مدونا — "Vogue"                                                    |
| ۱۹۹۱ | آر. ئی. ام. — "از دست دادن دینم"                                           | - کوئینزرایک — "Silent Lucidity"                                     |
| ۱۹۹۲ | ون هیلن — "Right Now"                                                      | - رد هات چیلی پپرز — "Under the Bridge"                              |
| ۱۹۹۳ | پرل جم — "Jeremy"                                                          | - آر. ئی. ام. — "Man on the Moon"                                    |
| ۱۹۹۴ | اروسمیث — "Cryin'"                                                         | - آر. ئی. ام. — "Everybody Hurts"                                    |
| ۱۹۹۵ | TLC — "Waterfalls"                                                         | - Weezer — "Buddy Holly"                                             |
| ۱۹۹۶ | اسمشینگ پامپکینز — "Tonight, Tonight"                                      | - آلانیس موریست — "Ironic"                                           |
| ۱۹۹۷ | جمیروکوای — "Virtual Insanity"                                             | - نو داوت — "حرف نزن"                                                |
| ۱۹۹۸ | مدونا — "Ray of Light"                                                     | - د ورو — "Bitter Sweet Symphony"                                    |
| ۱۹۹۹ | لارین هیل — "Doo Wop (That Thing)"                                         | - ویل اسمیت (featuring Dru Hill and Kool Moe Dee) — "Wild Wild West" |
| ۲۰۰۰ | امینم — "اسلیم شیدی واقعی"                                                 | - رد هات چیلی پپرز — "Californication"                               |
| ۲۰۰۱ | کریستینا آگیلرا, لیل کیم, میا هریسون and پینک (خواننده) — "Lady Marmalade" | - یوتو — "روز زیبا"                                                  |
| ۲۰۰۲ | امینم — "بدون من"                                                          | - وایت استرایپس — "Fell in Love with a Girl"                         |
| ۲۰۰۳ | میسی الیوت — "Work It"                                                     | - جاستین تیمبرلیک — "Cry Me a River"                                 |
| ۲۰۰۴ | اوت‌کست — "هی تو!"                                                          | - آشر (همراه با لوداکریس & لیل جان) — "آره!"                         |
| ۲۰۰۵ | گرین دی — "بلوار رویاهای شکسته"                                            | - کانیه وست — "مسیح راه می‌رود"                                       |
| ۲۰۰۶ | پانیک! ات د دیسکو — "من گناهان را می‌نویسم نه تراژدی‌ها را"                  | - شکیرا (به همراه وایکلف ژان) — "باسن دروغ نمی‌گوید"                  |
| ۲۰۰۷ | ریانا (به همراه جی-زی) — "چتر"                                             | - امی واینهاوس — "نوتوانی"                                           |
| ۲۰۰۸ | بریتنی اسپیرز — "تکه‌ای از من"                                              | - تینگ تینگز — "خفه شو و بگذار من بروم"                              |
| ۲۰۰۹ | بیانسه — "خانم‌های مجرد (یک حلقه رویش بگذار)"                               | - کانیه وست — "لاو لاکدان"                                           |
| ۲۰۱۰ | لیدی گاگا — "داستان عاشقانه بد"                                            | - لیدی گاگا (به همراه بیانسه) — "تلفن"                               |
| ۲۰۱۱ | کیتی پری — "آتش‌بازی"                                                       | - تایلر، د کریچر — "یانکرز"                                          |
| ۲۰۱۲ | ریانا (به همراه کالوین هریس) — "ما عشق را یافتیم"                          | - کیتی پری — "کاملاً هوشیار"                                          |
| ۲۰۱۳ | جاستین تیمبرلیک — "آینه‌ها"                                                 | - رابین تیک (با حضور تی. آی. و فارل ویلیامز) — "خطوط محو"            |
| ۲۰۱۴ | مایلی سایرس — "توپ مخرب"                                                   | - فارل ویلیامز — "خوشحال"                                            |
| ۲۰۱۵ | تیلور سوییفت — "دشمنی"                                                     | - اد شیرن — "بلند بلند فکر کردن"                                     |
| ۲۰۱۶ | بیانسه — "تشکیلات "                                                        | - کانیه وست — "مشهور"                                                |